# Annie Machon
Annie Machon és una exoficial d'intel·ligència de l'MI5, que a finals dels anys 90 va dimitir del servei amb el seu marit, David Shaley, per poder filtrar documents amb què denunciar la incompetència i els crims del servei britànic. És ara una consultora, activista política i instructora per a periodistes amb una perspectiva especial no només sobre la feina interna dels governs, agències d'intel·ligència i els mitjans, sinó també sobre la necessitat d'augmentar la transparència i la rendició de comptes, tant al sector públic com al privat.